# 阿班·貝爾格四重奏團
阿班·貝爾格四重奏（德語：Alban Berg Quartett，簡稱ABQ），奧地利弦樂四重奏團體，以奧地利第二維也納樂派的作曲家阿班·貝爾格為名。

## 背景
1971年由四名維也納音樂學院的年輕教授成立，是維也納第一個以專職四重奏型式組成的團體，同年秋季在维也纳音乐厅舉行成團首演。此後他們的演出足跡及於維也納、倫敦、法蘭克福、巴黎、科隆、蘇黎世、米蘭、阿姆斯特丹、柏林、紐約、東京等主要城市。參與重要的音樂節如柏林音樂節、愛丁堡音樂節、巴黎的IRCAM、佛罗伦萨五月音乐节與萨尔茨堡音乐节等。
1993年至2012年間，阿班·貝爾格四重奏在科隆音樂院固定講學。受他們指導的著名室內樂團體包括貝爾琪亞四重奏、阿忒彌絲四重奏等。
2005年，團員托馬斯·卡庫斯卡因癌症逝世。在其遺願下，阿班·貝爾格四重奏繼續活動，直到2008年7月完成告別巡迴為止。他們的最後一場音樂會在臺灣臺北市的國家音樂廳舉行。

### 成員
| 期間      | 第一小提琴                      | 第二小提琴                        | 中提琴                                | 大提琴                          |
| --------- | ------------------------------- | --------------------------------- | ------------------------------------- | ------------------------------- |
| 1971–1978 | 畢希勒（Günter Pichler，1940-） | 麥茲爾（Klaus Maetzl，1941-2016） | 拜魯爾（Hatto Beyerle，1933-2023）    | 艾爾班（Valentin Erben，1945-） |
| 1978–1981 | 畢希勒（Günter Pichler，1940-） | 舒茲（Gerhard Schulz，1951-）     | 拜魯爾（Hatto Beyerle，1933-2023）    | 艾爾班（Valentin Erben，1945-） |
| 1981–2005 | 畢希勒（Günter Pichler，1940-） | 舒茲（Gerhard Schulz，1951-）     | 卡庫斯卡（Thomas Kakuska，1940-2005） | 艾爾班（Valentin Erben，1945-） |
| 2005–2008 | 畢希勒（Günter Pichler，1940-） | 舒茲（Gerhard Schulz，1951-）     | 卡里希爾斯（Isabel Charisius）        | 艾爾班（Valentin Erben，1945-） |

## 獲獎與榮譽
- 榮譽會員，维也纳音乐厅
- 協同藝術家，倫敦皇家節慶音樂廳

以及超過30個唱片獎項，包括法國唱片大獎、德國唱片大獎、愛迪生獎、留声机奖等。

## 評價
阿班·貝爾格四重奏的核心曲目是維也納樂派的古典曲目，但亦著力推廣20世紀音樂。自古典主義、浪漫主義至第二維也納樂派的作品，乃至於巴托克、卢托斯瓦夫斯基、贝里奥等人的當代創作都在他們的詮釋範圍之內。卢托斯瓦夫斯基便曾表示，「他們對我的作品的詮釋無人能比。」

## 作品節選

### 商業錄音
阿班·貝爾格四重奏的錄音眾多，著名者包括貝多芬、勃拉姆斯的全本四重奏，以及晚期的莫扎特和舒伯特四重奏作品。此外，許多當代作曲家（Fritz Leitermeyer、Erich Urbanner、Roman Haubenstock-Ramati、戈特弗里德·冯·艾内姆、沃尔夫冈·里姆、阿尔弗雷德·加里耶维奇·施尼特凯、Zbigniew Bargielski、卢恰诺·贝里奥、Kurt Schwertsik）為他們量身打造作品，並由他們錄音呈現。除了弦樂四重奏外，他們也與其他音樂家合作，錄製舒曼、舒伯特、勃拉姆斯、德弗乍克等人的鋼琴五重奏，以及勃拉姆斯單簧管五重奏、舒伯特弦樂五重奏等室內樂文獻著名作品。
自1985年在卡内基大厅的演出後，阿班·貝爾格四重奏偏好將現場演出實況轉為錄音發行，並在後來的廿餘年間持續這樣的做法。以下列舉部分的錄音作品：
- Vol. 1. EMI Records Ltd. 1993. Barcode 077775458725.
- Vol. 2. EMI Records Ltd. 1993. Barcode 077775459227.

## 軼事
- 阿尔班·贝尔格的遺孀在四重奏公開首演前參與了一次私下的演出，並對這支與亡夫同名的新銳室內樂團體寄予祝福。

## 外部連結
- 阿班·貝爾格四重奏團的Discogs页面（英文）
- 阿爾班·貝爾格弦樂四重奏團在Allmusic上的頁面